# Marie-Marguerite Carreaux de Rosemond
Marie-Marguerite Carreaux de Rosemond, född 1765, död 1788, var en fransk målare.  Hon är främst känd som pastellist. 